# Jacob Schönebeck der Jüngere
Jacob Schönebeck der Jüngere (* 1516 in Stendal; † 25. Juli 1579 ebenda) war ein deutscher Ratsherr, Kämmerer und Bürgermeister der Stadt Stendal.

## Leben
Jacob Schönebeck der Jüngere stammte aus der Familie von Schönebeck und war der Sohn des Stendaler Ratsherrn und Bürgermeisters Jacob Schönebeck der Ältere (* 1481 in Stendal) und dessen Ehefrau Anna Roever. Jacob Schönebeck der Jüngere war dreißig Jahre lang Ratsherr, von 1555 bis 1557 Kämmerer und neun Jahre lang Bürgermeister (1552 erwähnt) von Stendal. Seine Ehefrau war Gertrud Wittstock († 2. März 1581), Witwe des Stendaler Bürgermeisters Claus Wittstock. Der Sohn von Jacob und Gertrud war Bartholomäus Schönebeck, welcher Kaufmann, Ratsherr und Bürgermeister in Stendal wurde. Bartholomäus hatte mehrere Kinder, von denen eines, Benedikt Schönebeck, Verwaltungsjurist, Ratsherr, Kämmerer und Bürgermeister in Stendal wurde. Ein anderes, Christoph Schönebeck, wurde Jurist, Kurfürstlicher Geheimer Rat und Archivar in Berlin. Jacobs Grab und das seiner Ehefrau befanden sich ehemals in der Stendaler Marienkirche.